# Ciornorudka, Rujîn
Ciornorudka (în ucraineană Чорнорудка) este o comună în raionul Rujîn, regiunea Jîtomîr, Ucraina, formată numai din satul de reședință.

## Demografie
Componența lingvistică a comunei Ciornorudka
     Ucraineană (96,42%)
     Rusă (3,18%)
     Alte limbi (0,2%)
Conform recensământului din 2001, majoritatea populației comunei Ciornorudka era vorbitoare de ucraineană (96,42%), existând în minoritate și vorbitori de rusă (3,18%).